# 瑞星
北京瑞星科技股份有限公司，简称瑞星软件公司，始创于1991年，是中华人民共和国一家反病毒软件公司。主要创始人为王莘、刘旭，其中王莘现任瑞星公司董事长。2007-2008年是瑞星的鼎盛时期，在中国大陆收费软件当中市场占有率第一。目前专注于企业级用户與個人電腦，瑞星的衰落也與後來金山、360和獵豹等新興公司的競爭加劇有關。

## 发展历史

### 公司历史
- 1991年，王莘投资成立瑞星电脑科技开发部，由当时尚在中科院数学所工作的刘旭开发PC机用硬件防病毒卡。后来刘旭离开另创建东方微点公司。
- 1998年，改组为股份制公司，即北京瑞星科技股份有限公司。
- 原先的北京瑞星科技股份公司现已改名为艺进娱辉科技有限公司，同时设立了北京瑞星信息技术公司和北京瑞星国际软件公司。
- 2006年，瑞星涉嫌行贿北京市公安局网监处，联合多家公司共同炮制旨在陷害东方微点公司冤案。消息经曝光后，引起中国舆论一片哗然。瑞星公司在中国大陆也被很多人戏称为娱乐公司。
- 2010年，瑞星发布了三份报告指责360安全卫士的安全软件产品盗取用户的个人信息，打击竞争对手，但是都被360反驳。
- 2011年, 3月18日，瑞星宣布旗下的安全产品永久免费。

### 产品线
瑞星公司早期的产品为瑞星防病毒卡，这是一块ISA界面的硬件产品，通过截取DOS系统中断来保护计算机磁盘数据，这是一种在1990年代初期较为流行的防病毒手段，当时瑞星公司的产品占据了中国防病毒卡市场的一半以上。
随着计算机CPU本身性能的提高，计算机硬件防病毒卡逐步被防病毒软件所取代，瑞星公司的市场逐步萎缩，瑞星公司开始调整其经营范围，也推出防病毒软件，但是反应平平，公司逐渐淡出反病毒市场。
1998年，瑞星公司改组后，重新回到反病毒软件市场，推出可以清除Office文件宏病毒的Windows版本杀毒软件。随着CIH病毒的发现，Windows平台杀毒软件开始普及，瑞星此时成为中国大陆主要的几家反病毒软件厂商之一。
目前，瑞星杀毒软件系列包括网络版和单机版，提供杀病毒、个人防火墙、特洛伊木马检测等功能。提供简体中文、繁体中文、英文、日文的多语言版本。并推出了瑞星卡卡助手安全辅助软件。
瑞星公司同时还提供企业网络监控软件，并且与硬件厂商合作推出硬件病毒防火墙产品。

## 外部連結
- 官方网站